# هيزل هاتشينز
هيزل هاتشينز هي كاتِبة وكاتبة للأطفال كندية، ولدت في 9 أغسطس 1952.